# Myrkskog
Myrkskog är ett brutal death metal-band från Drammen, Norge. Gruppen bildades 1993 som ett black metal-band. Senaste livstecknet var ett framträdande på 2004 års upplaga av den norska Inferno-festivalen, sedan dess har bandet gjort 2 spelningar på Norska Blastfest 2014 och 2015

## Historia

### Bildandet och återföreningen
Myrkskog bildades året 1993. Banduppsättningen bestod då av Thor Anders "Destructhor" Myhren på gitarr, Kenneth "Master V" Lindberg på bas och sång och slutligen Lars Petter på trummor. Gruppen som var fascinerade av den extrema kraften att uttrycka tankar, visuellt bildspråk och kreativitet utöver det vanliga började sin resa mot en ny dimension med impulser från landskapet av fasa. I maj 1994 lämnade Lars Petter bandet och i juni samma år tog Bjørn Thomas över som trummis. Myrkskog gjorde en repning från gruppens första låtar och fick positiv respons från den lilla publik de hade. Senare samma år upplöstes bandet på grund av individuella problem och gruppen lades på is. I januari 1995 var Myrkskog tillbaka med Destructor och Master V som de ledande hästarna. Den första maj 1995 började Myrkskog arbeta på sin första demo, Ode til Norge. Demon blev klar den åttonde maj, och var inspelad på en 4-spårig portabel studio med en trummaskin.

### Nya bandmedlemmar
En ny era började i april 1996. Myrkskog var på väg tillbaka med två nya hängivna musiker, trummisen Anders Eek från Funeral och Odium och gitarristen Tony "Secthdamon" Ingebrigtsen också från Odium. Gruppen började få en genuin känsla av att spela i ett band med hängivna musiker och växte sig starkare. Myrkskog var fortfarande i ett land av förvirring. Det hände inte mycket tills en tid in i 1997, då Sechtdamon tog över som trummis. Med sin djävulska snabbhet på trummor ledde han Myrkskog mot en ny musikalisk riktning. Gruppen blev mer extrem i både musikalisk uttrycksfullhet och den visuella aspekten. I december 1997 gick gruppen in i en studio för första gången och spelade in en tre-spårig demo, för att senare ge den till olika skivbolag. Inspelningen blev klar i maj 1998 och fick namnet Apocalyptic Psychotica - The Murder Tape. Under tiden som demon spelades in, var gruppen lyckosamma nog att få kontakt med Haakon "Savant M" Forwald. Savant M med sina färdigheter som gitarrist ledde gruppen längre in i den musikaliska riktning som gruppen var på väg mot. Efter mottagandet av den senaste hädiska musikaliska skuren började flera skivbolag slåss om skivkontraktet med Myrkskog, det skivbolag som gick segrande ur striden var Candlelight Records.

### De två skivsläppen
Myrkskog besökte Akkerhaugen Studio i juni 1999 för att spela in sitt debutalbum, Deathmachine. Albumet blev färdiginspelat i september samma år och gavs ut 2000. En kort tid efter skivsläppet drog Myrkskog ut europaturné. Ett flertal konserter hölls och bandet mottog mycket positiv respons. Trots att européerna vid detta tillfälle var bedövade av dessa mästare av extrem metal så uppkom mera svårigheter. Meningsskiljaktigheter om den musikaliska riktningen och personliga problem inom bandet ledde till nya avhopp. Denna gången lämnade Savant M och Master V bandet, de två medlemmar som fortfarande var kvar i bandet var Destructhor och Secthdamon. De två kvarvarande bandmedlemmarna kontaktade på hösten 2001 basisten Demariel "Gortheon" från Odium. Demariel gick med i bandet och ville visa sin hängivenhet genom att byta namn till Gortheon, som han tyckte passade bättre till Myrkskogs musik. Destructhor hanterade nu också sången. Bandet som startades som en trio var nu en trio igen, och vid denna tidpunkt hade alla tre samma mål: att skapa en massaker. Materialet blev mer aggressivt än förut, låttexterna och konceptet ändrades lite jämfört med gruppens debutplatta. I april 2002 spelade de in sitt andra fullängdsalbum, Superior Massacre, som gavs ut i augusti samma år.

## Medlemmar
Nuvarande medlemmar
- Destructhor (Thor Anders Myhren) – gitarr (1993– ), sång (2001– )
- Secthdamon (Tony Ingebrigtsen) – trummor (1996– ), gitarr (1996–1997, 2013– ), sång, bakgrundssång (1997– )
- Gortheon (William Christophersen) – basgitarr (2001– )

Tidigare medlemmar
- Master V (Kenneth Lindberg, även kallad "Grim") – basgitarr, sång (1993–2001)
- Azrael (Lars Petter) – trummor (1993–1994)
- Bjørn Thomas – trummor (1994)
- Eek (Anders Eek) – trummor (1996–1997)
- Savant M (Haakon Nikolas Eihwaz Forwald) – gitarr (1998–2001)

Turnerande medlemmar
- Dominator (Nils Fjellström) – trummor, (2013– )
- Ljusebring Terrorblaster (Ibrahim Stråhlman) – trummor

Gästmusiker (studio)
- Stefan Stallone – sång (2000)
- Panzer Divisjon Hansen – sång (2000)
- Cthulberg (Tomas Kulberg) – intro, outro (2002)
- Miza[R] (Tomas Jensen även kallad "Izholo") – intro, outro (2002)

## Diskografi
Demo
- 1995 – Ode til Norge
- 1998 – Apocalyptic Psychotica - The Murder Tape

Studioalbum
- 2000 – Deathmachine
- 2003 – Superior Massacre